# Joan Segarra
Joan Segarra (n. 15 noiembrie 1927 – d. 3 septembrie 2008) a fost un jucător de fotbal spaniol care a jucat pentru FC Barcelona.